# Budism est-asiatic

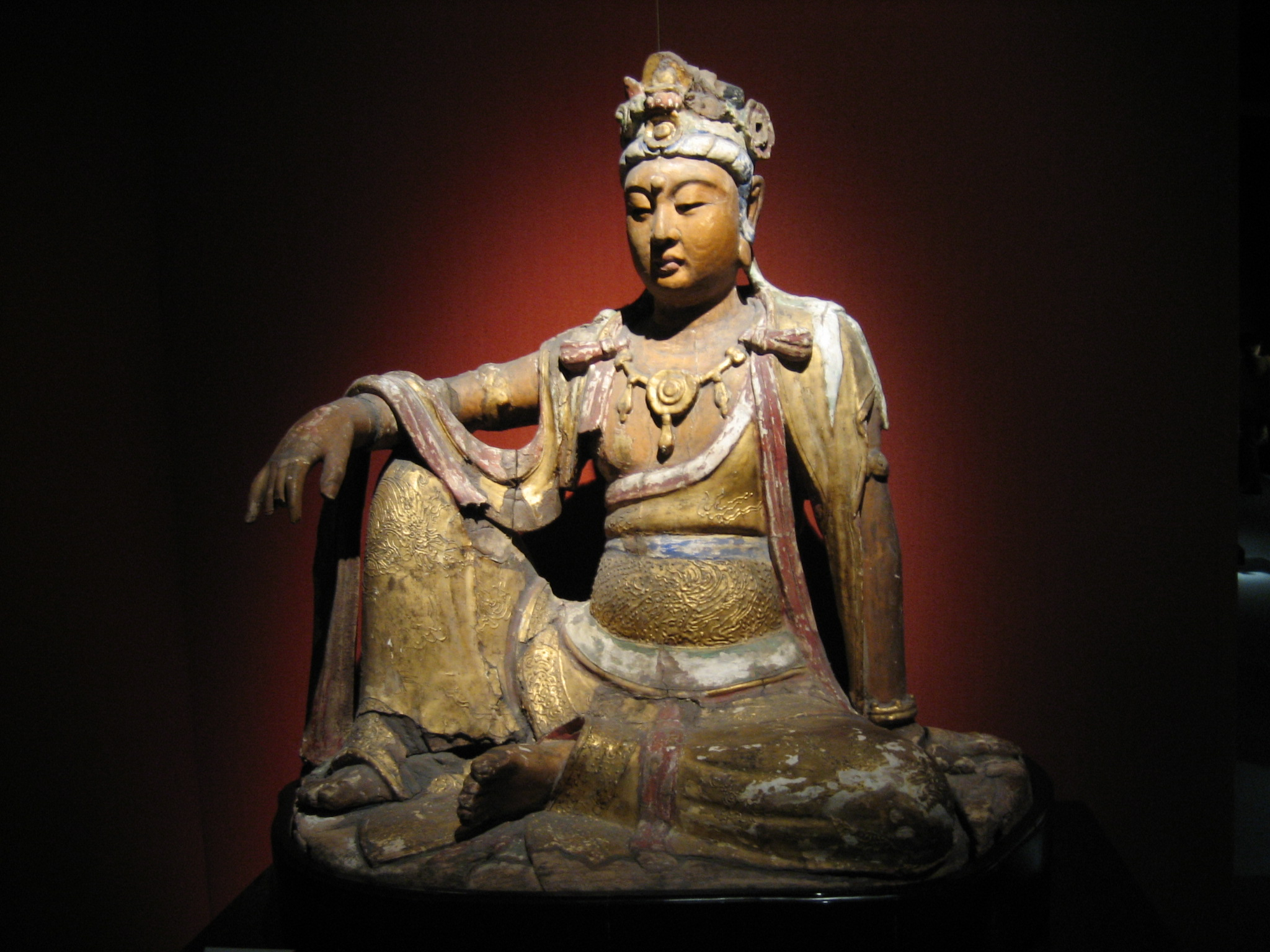
Bodhisattva Avalokiteśvara, unul dintre cei mai venerați bodhisattva din Asia de Est.

Budismul est-asiatic este un termen colectiv pentru școlile budismului Mahayana care s-au dezvoltat în Asia de Est și care urmează canonul budist chinez . Acest budism este împărțit în mai multe ramuri budismul chinez , budismul coreean , budismul japonez și budismul vietnamez . Budismul est-asiatic este foarte sincretic combinând budismul cu elemente și învățături spirituale din alte religi cum ar fi taoismul , confucianismul , șintoismul și mugyo . De asemenea printre cele mai populare școli ale budismului est-asiatic se numără Tendai , Huayen , Zen , Nichiren și Pământul Pur .